# Architecture en Estonie

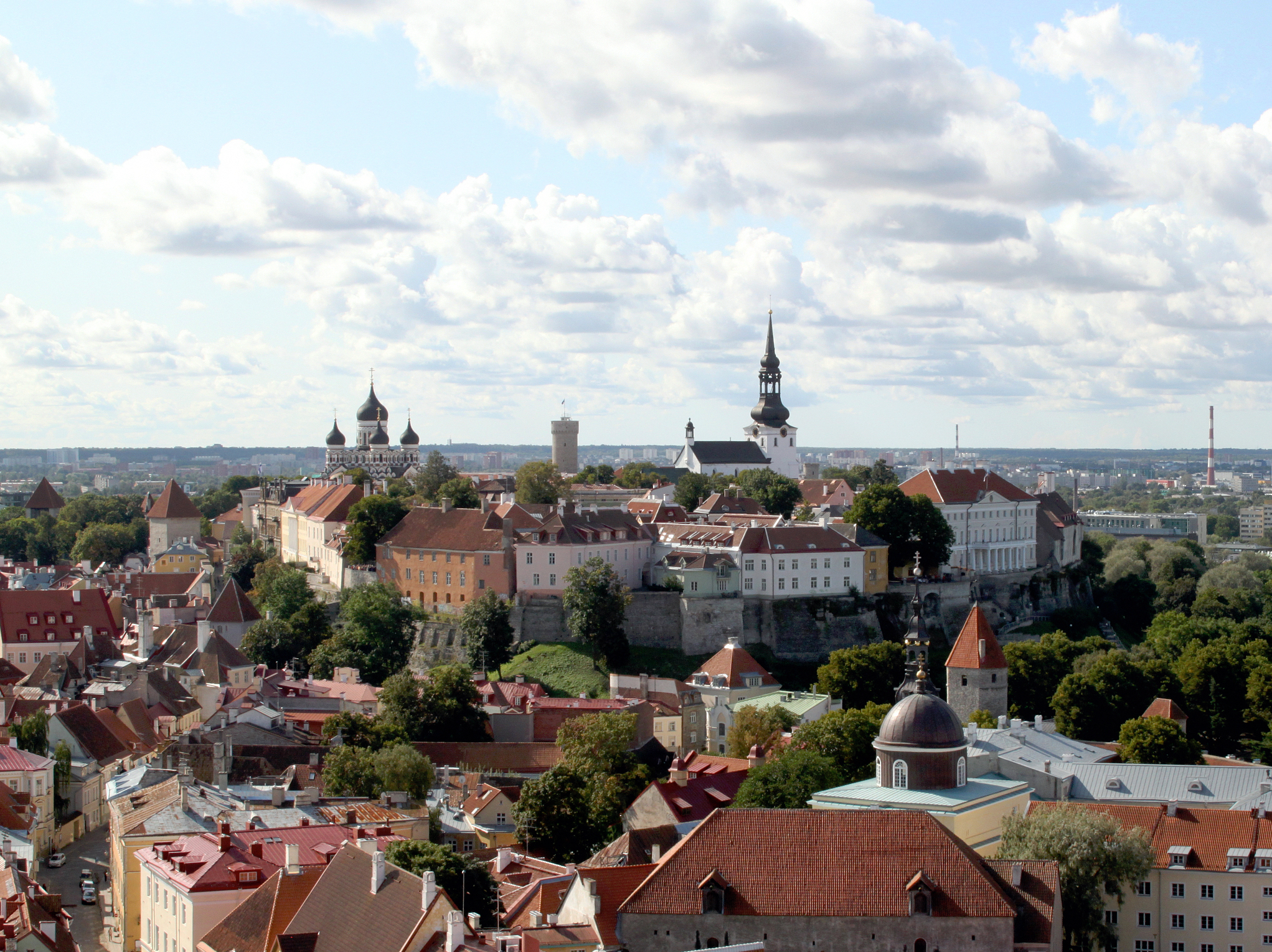
La vieille ville de Tallinn.

L'architecture en Estonie est le fruit de rencontres culturelles diverses, par les influences russe et scandinave d'une part, mais également allemande, l'architecture estonienne est parvenue à se singulariser pour devenir une véritable architecture nationale, participant de l'identité de ce pays balte à l'histoire troublée, enserré entre ses puissants voisins russe et suédois notamment. Après avoir atteint son plein développement, l'architecture estonienne exerça elle-même une influence sur les autres pays baltes, mais également dans les pays scandinaves ainsi qu'en Russie.

## Architecture primitive
Une des caractéristiques distinctives de l'architecture estonienne vernaculaire est la présence de nombreux bastions et forts de colline à travers tout le pays, tels que les bastions de Varbola et de Valjala. Les plus importants d'entre eux, qui pouvaient couvrir une superficie allant jusqu'à 1000 mètres carrés et étaient situés à des carrefours importants, se sont finalement transformés en centres urbains commerçants, à l'image de Tallinn, Tartu et Otepää.

## Architecture médiévale

### Christianisation

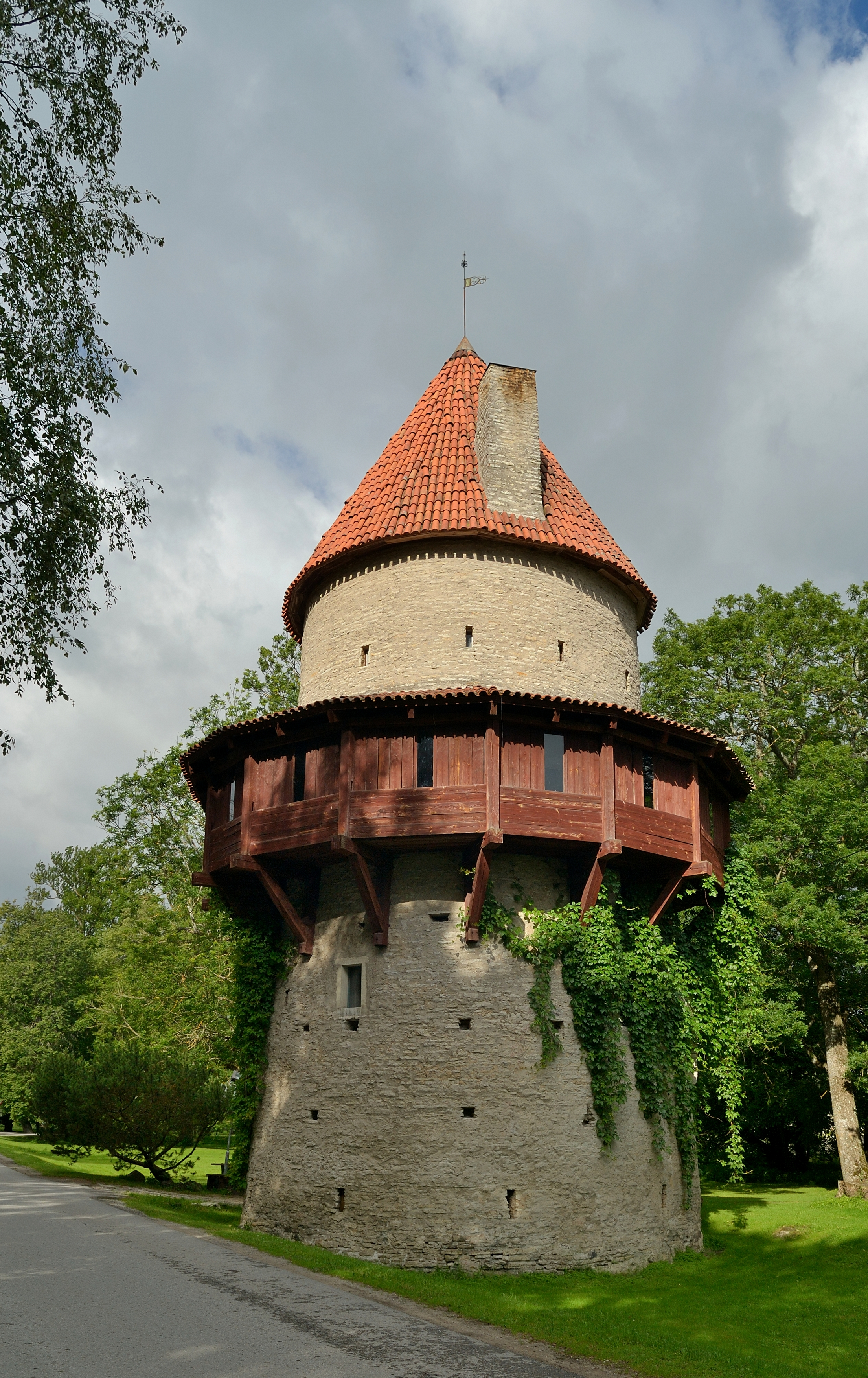
Tour du monastère de Kiiu.

Le christianisme a été introduit en Estonie XIIIe siècle par les croisades du nord et a induit des changements très importants dans la société, la culture et l'architecture estoniennes. Les influences culturelles étaient principalement issues des régions germaniques et de la Scandinavie. La nouvelle religion a bien sûr entraîné la construction de nombreuses églises dans toute l'Estonie. Les premières églises étaient probablement construites en bois, il n'en reste de ce fait aucun exemple. Les églises les plus anciennes qui soient parvenues jusqu'à nous étaient puissamment bâties, de telle sorte qu'elles peuvent s'assimiler à des forteresses. L'église de Valjala à Saaremaa en est un exemple caractéristique. Les maîtres maçons et sculpteurs qui ont joué un rôle important dans l'architecture de l'église primitive provenaient pour la plupart de l'île suédoise de Gotland. Par la suite, alors que le christianisme s'enracinait plus fermement chez les Estoniens, des églises plus grandes et plus élaborées ont été réalisées, en particulier dans le nord de l'Estonie à partir du XVe siècle. Les églises médiévales de la vieille ville de Tallinn, comme la cathédrale, l'église Saint-Olaf (qui constituait le plus haut édifice d'Europe au XVIe siècle) ou l' église du Saint-Esprit, témoignent de l'implantation et du fort développement de l'architecture gothique. En dehors de Tallinn, de nombreuses églises ont été dégradées ou détruites lors de guerres fréquentes, en particulier la guerre de Livonie et la Grande Guerre du Nord, tandis que la négligence pendant l'occupation soviétique a contribué à la disparition progressives des églises primitives estoniennes. Toutefois, au cours des dernières années, d'intenses travaux de restauration ont été réalisés. Aussi de nombreuses églises ont-elles pu revenir à leur état d'origine. Ainsi, il subsiste encore de nos jours d'intéressantes d'églises médiévales relativement bien conservées, en particulier à Saaremaa et dans le nord de l'Estonie.

### Architecture castrale

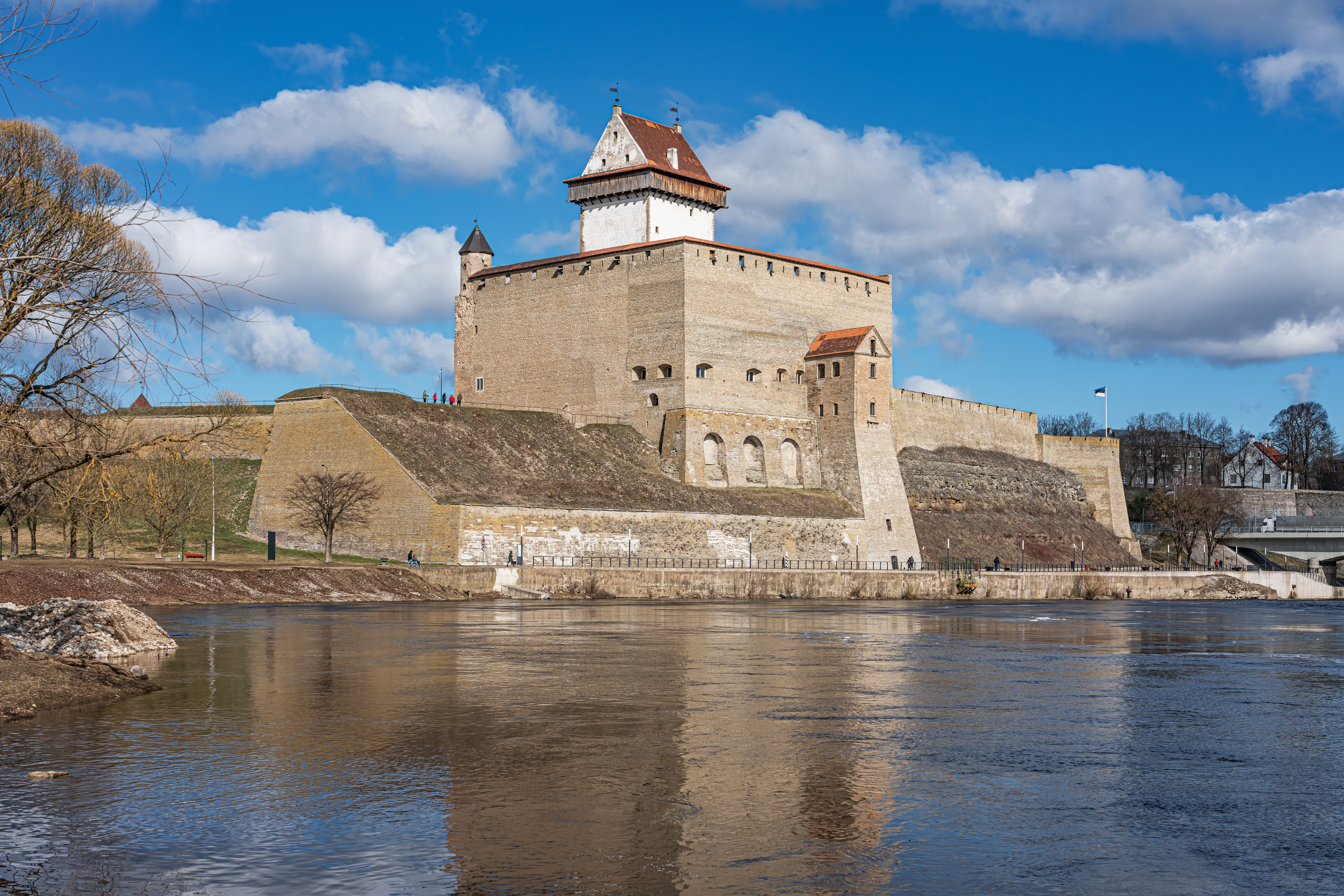
Le fort d'Hermann.

Les croisés ont également laissé leur marque sur le pays en érigeant un grand nombre de châteaux comme moyen d'obtenir le contrôle militaire et administratif du pays. Les deux grands complexes de châteaux sont les châteaux d'ordre, nommés d'après les ordres teutoniques et en référence aux autres croisades qui ont permis leur érection, et les maisons-tours non destinées à des actions militaires majeures (connues localement sous le nom de «châteaux vassaux»). Ainsi, le château d'Hermann à Narva, le château de Toompea à Tallinn et le château de Kuressaare à Saaremaa comptent parmi les ouvrages les plus intéressants. Parmi les plus petits châteaux, le château de Purtse, la tour de Kiiu et la tour Vao existent encore aujourd'hui. De nombreux châteaux construits au Moyen Âge ont été détruits lors de guerres ultérieures, l'Estonie regorge ainsi de ruines de châteaux médiévaux.

### Essor urbain

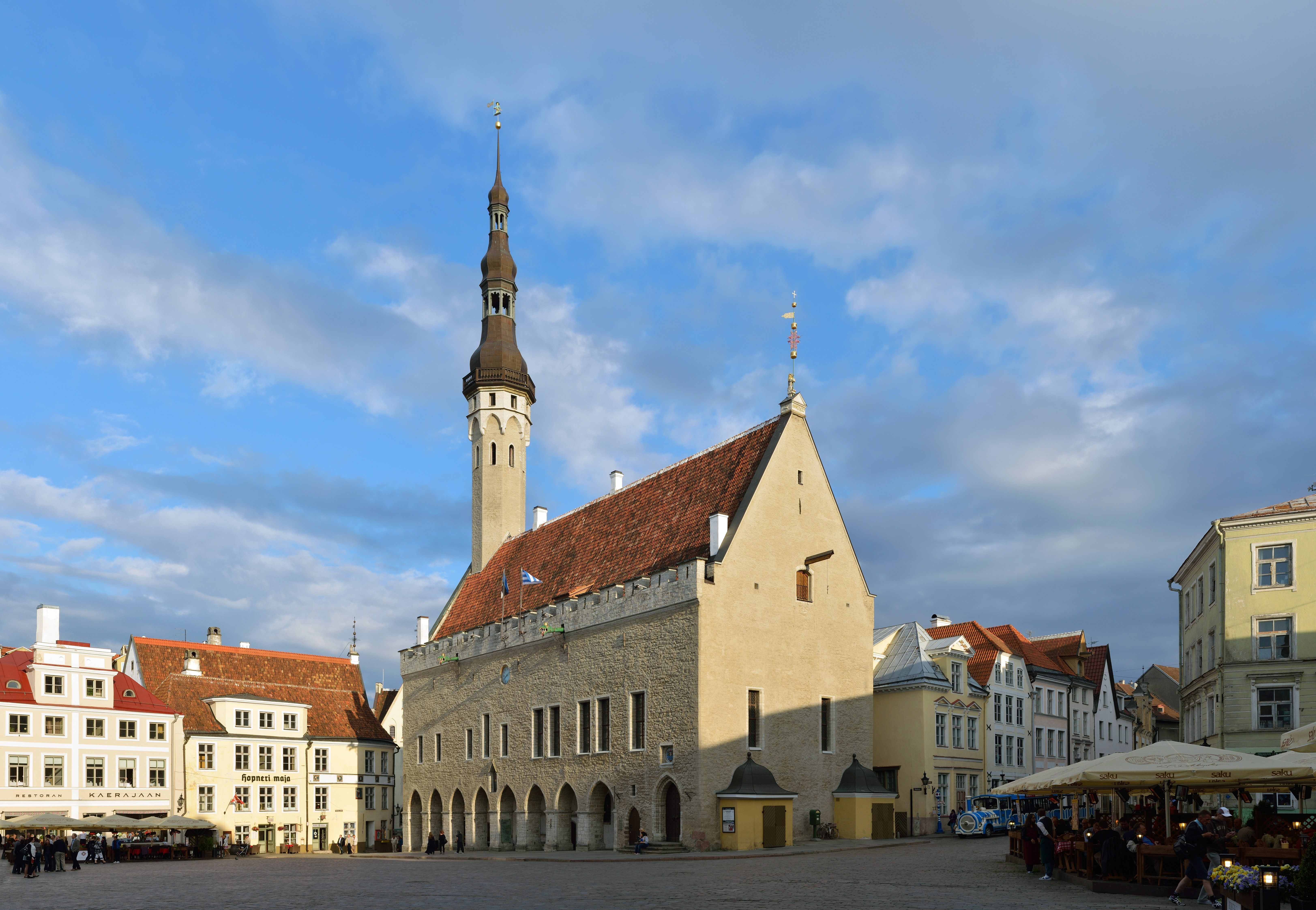
L'hôtel de ville de Tallinn.

L'expansion et le développement de villes estoniennes, comme Tallinn et Narva devenues villes hanséatiques au Moyen Âge, ont également permis et encouragé le développement de l'architecture civile et publique. Les maisons de Burgher ornées de façades à pignons, comprenant un grand hall d'entrée avec une cheminée et un petit salon à l'arrière se sont diffusées et populariser à travers toutes les villes du pays. le style est devenu connu sous le nom de gothique tallinnois et eut une grande influence en Finlande, en Suède et à Novgorod. D'autres édifices municipaux médiévaux encore existants témoignent de l'importance de Tallinn en tant que ville commerciale puissante. Ainsi, l'hôtel de ville de Tallinn est aujourd'hui un monument historique important, tout comme le Raeapteek (pharmacie de l'hôtel de ville) et les bâtiments des anciennes guildes de Tallinn, à savoir la Grande Guilde (1410), la Guilde de Saint-Olaf (1422) et plus tard la Confrérie des Têtes Noires (vers 1597). Le mur d'enceinte de Tallinn, dans un état de conservation exceptionnel, a également été érigé à cette période. La vieille ville de Tallinn constitue l'un des ensembles architecturaux médiévaux les mieux conservés au monde et est répertoriée comme l'un des sites du patrimoine mondial de l'UNESCO depuis 1997.

## Époque moderne

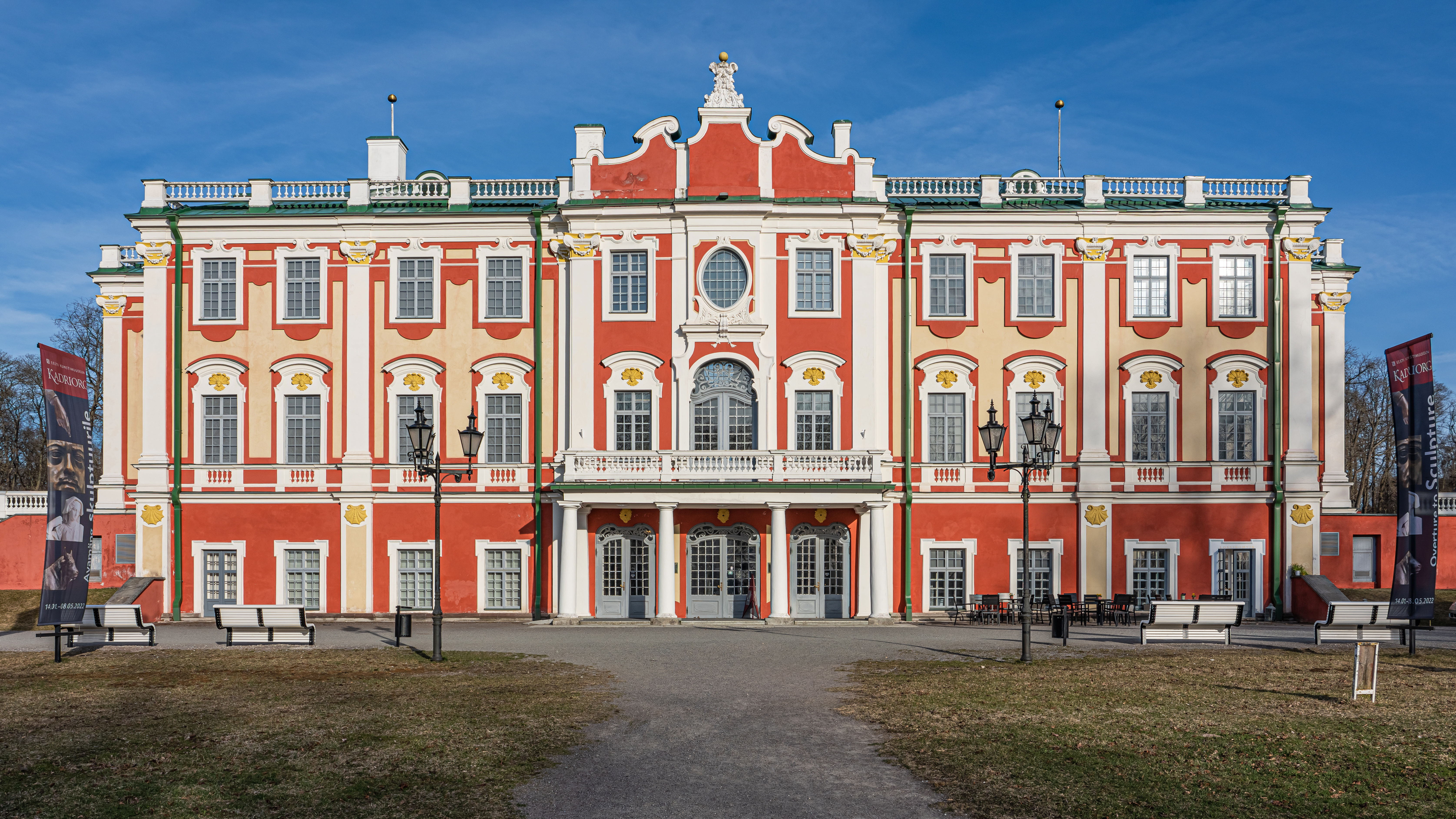
Le château de Kadriorg.

L'architecture baroque et rococo en Estonie, de la fin du XVIIe siècle et du XVIIIe siècle, est principalement représentée par des édifices réalisés par l'administration impériale russe et l'aristocratie locale. Le plus bel exemple encore existant est le palais de Kadriorg, de style baroque pétrinien. Avant la Seconde Guerre mondiale, le château de Põltsamaa constituait aussi un exemple inhabituel de l'architecture rococo en Estonie, mais le château a été détruit pendant la guerre et il ne subsiste que des ruines.
Depuis les croisades du Nord et l'établissement de la noblesse balte germanophone en tant que classe de grands propriétaires terriens, la campagne estonienne était caractérisée par le maintien du système seigneurial (et du servage) imposé par les couches supérieures de la société. C'est à cette époque que de nombreux manoirs ont été réalisés pour le compte de seigneurs allemands. La campagne de l'Estonie conserve environ 2000 manoirs historiques, dont beaucoup furent construits dans les styles baroque et rococo, tels que les manoirs de Saue, Palmse ou Vääna.

## Époque contemporaine

### Architecture néoclassique
Le véritable centre de l'architecture néoclassique en Estonie est alors Tartu, comprenant l'hôtel de ville et les bâtiments environnants du XVIIIe siècle. Le bâtiment principal de l' Université de Tartu (1803–09) en est également un exemple. Certaines résidences notables ont également été construites à Tallinn, comme Stenbock House sur la colline de Toompea.

### Architecture historiciste et Art nouveau

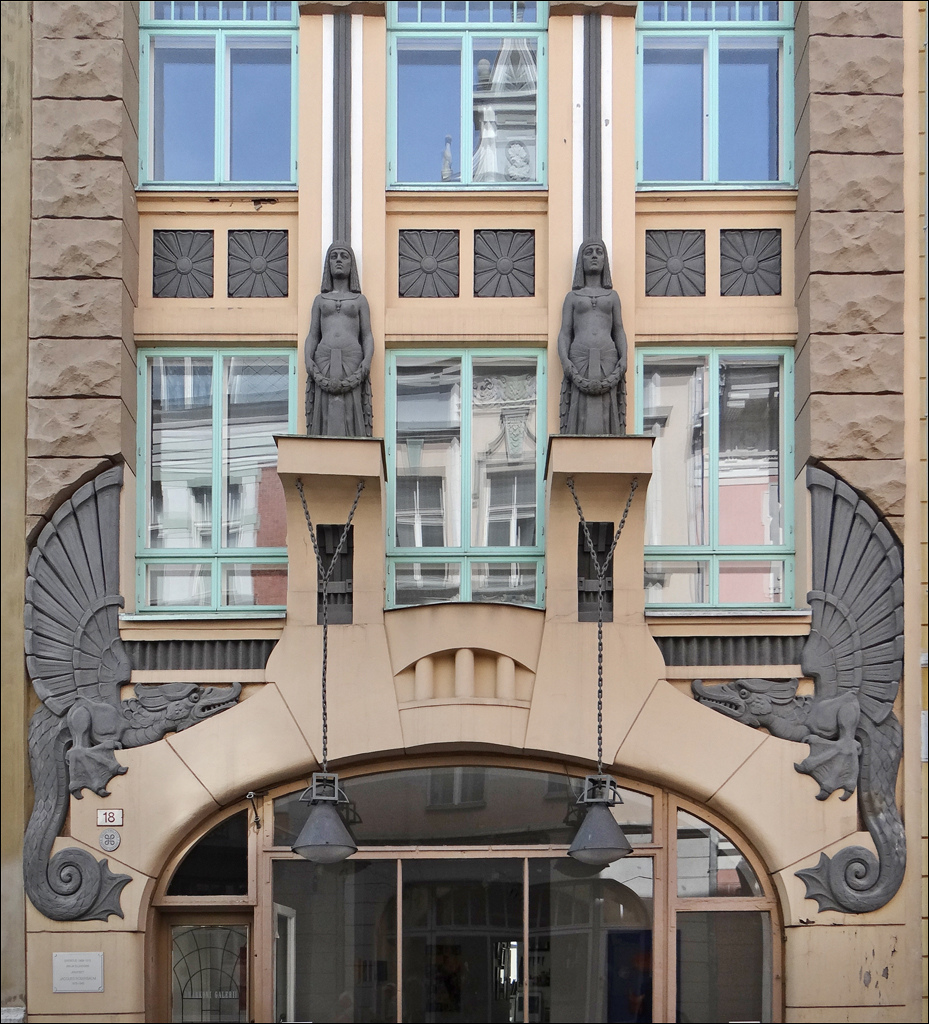
Maison tallinnoise construite par Jacques Rosenbaum en 1910.

Comme dans le reste de l'Europe, la fin du XIXe siècle a été une période d'expérimentation architecturale particulièrement inventive en Estonie. Différents types d'historicisme et d'éclectisme sont devenus courants. Le néo-gothique est devenu un style populaire, notamment parmi les manoirs, comme on peut le voir dans les manoirs d' Alatskivi ou de Sangaste. Les manoirs construits au XIXe siècle étaient quant à eux dans une gamme de styles historicistes très large, allant du néo-classique au néo-baroque et au Tudor, à Saku, Kuremaa et Suure-Kõpu notamment.
À la fin du siècle, les influences de l'Art nouveau atteignent l'Estonie. Les principales sources d'inspiration sont en partie la vibrante scène Art nouveau de Riga, et dans une moindre mesure le romantisme national finlandais. Jacques Rosenbaum est d'ailleurs un des architectes Art Nouveau les plus célèbres d'Estonie.
La russification était également à l'œuvre en Estonie lors de la période d'annexion à la Russie, lorsque l'Estonie était un gouvernement de l'Empire russe. Ainsi, la cathédrale Alexandre Nevsky de Tallinn est un exemple du style néo-russe, caractéristique de l'entreprise de russification, visant à augmenter l'influence culturelle russe dans le pays tandis que la culture estonienne, perçue comme inférieure, était défavorisée.